# Carreras Cigarette Factory
Die Carreras Cigarette Factory (deutsch: Carreras Zigarettenfabrik) ist ein großes Art-déco-Gebäude im Stadtbezirk Camden, London, Vereinigtes Königreich. Es gilt als markantes Beispiel des Neuägyptischen Stils des frühen 20. Jahrhunderts. Das Gebäude wurde 1926–28 von der Carreras Tobacco Company im Besitz des russisch-jüdischen Erfinders und Philanthropen Bernhard Baron im Gemeinschaftsgartenbereich von Mornington Crescent nach einem Entwurf der Architekten Marcus Evelyn Collins und Owen Hyman Collins und Arthur George Porri errichtet. Es ist 168 Meter lang und überwiegend weiß.
Zu den charakteristischen Verzierungen des Gebäudes im ägyptischen Stil gehörten ursprünglich eine Sonnenscheibe des Sonnengottes Ra, zwei überlebensgroße Statuen schwarzer Katzen, die den Eingang flankierten, und farbenfrohe bemalte Details. Als die Fabrik 1961 in Büros umgewandelt wurde, gingen die ägyptischen Details verloren, sie wurden jedoch bei einer Renovierung Ende der 1990er Jahre restauriert und Nachbildungen der Katzen wurden vor dem Eingang aufgestellt.
Das Gebäude liegt am nördlichen Ende der Hampstead Road mit Blick auf den Harrington Square (Harrington-Platz).

## Geschichte
Da die Nachfrage nach Zigaretten während des Ersten Weltkriegs stieg, weitete die Carreras Tobacco Company in den 1920er Jahren wie viele andere Tabakunternehmen ihr Geschäft aus. Die Arcadia-Zigarettenfabrik an der City Road in Central London war Carreras zu klein geworden, daher schloss das Unternehmen die Anlage und eröffnete 1928 die neue Fabrik in Camden.
Die Architekten der Camden Arcadia Works waren Marcus Evelyn Collins und Owen Hyman Collins sowie Arthur George Porri (1877–1962), der die Collins-Pläne adaptierte. Der Entwurf wurde stark von der zeitgenössischen Mode für Gebäude und dekorative Kunst im ägyptischen Stil beeinflusst. Das Carreras-Gebäude wurde in den Jahren nach der Expedition von Howard Carter im Jahr 1922 entworfen, bei der das Grab von Tutanchamun freigelegt wurde, das zu dieser Zeit ägyptische Themen in den Köpfen vieler Art-déco-Architekten populär gemacht hatte. Die Mode für ägyptisches Art déco wurde auch durch architektonische Darstellungen auf der Pariser Ausstellung von 1925 sowie verschiedene spektakuläre Hollywood-Darstellungen des alten Ägypten beeinflusst. Collins, Collins und Porri ließen sich außerdem von den Ausstellungen im British Museum inspirieren. Architekturkritiker haben außerdem die Meinung vertreten, dass die Verwendung ägyptischer Dekorationen dazu diente, das „Luxus“-Image des Rauchens mit den Schätzen des alten Ägypten in Verbindung zu bringen.
Darüber hinaus war die ägyptische Zigarettenindustrie zwischen den 1880er Jahren und dem Ende des Ersten Weltkriegs ein weltweit erfolgreicher Hersteller und Exporteur von Zigaretten. Nicht-ägyptische Tabakunternehmen nutzten ägyptische Motive in ihrer Werbung für sich, auch wenn die ägyptische Industrie in den späten 1920er Jahren zu schrumpfen begann, da der verwendete türkische Tabak nicht mehr der Geschmackspräferenz der Verbraucher entsprach.
Mit einer großen Inszenierung wurde das Gebäude eröffnet. Die Gehwege vor dem Gebäude wurden mit Sand bedeckt, um die Wüsten Ägyptens nachzubilden. Es gab eine Prozession von Darstellern einer zeitgenössischen Londoner Aufführung von Verdis Oper Aida. Schauspieler in altägyptischen Kostümen führten rund um das „Tempel“-Gebäude auf und auf der Hampstead Road fand ein Wagenrennen statt.
Den Eingang des Gebäudes dominierten zwei 2,60 Meter hohe Bronzestatuen von Katzen, gegossen in der Haskins Foundry in London, die stilisierte Versionen des ägyptischen Gottes Bastet darstellten. Das Bild einer schwarzen Katze war ein Markenzeichen, das Carreras auf den Packungen seiner Zigarettenserie Craven A verwendete. Das Gebäude war daher als „Tempel“ für Bastet konzipiert worden, und die Originalzeichnungen der Architekten zeigen, dass es „Bast House“ heißen sollte (der Name wurde wegen unglücklicher Ähnlichkeiten mit abfälligen Wörtern im Englischen gestrichen).
Die Katzen bewachten Arcadia Works bis 1959, als Carreras mit Rothmans fusionierte und in eine neue Fabrik in Basildon, Essex, umzog. Die Katzen wurden aus dem Gebäude entfernt und getrennt. Eine wurde nach Essex gebracht, um in den Basildon-Werken zu stehen, der andere nach Jamaika, um ihren Platz vor der Carreras-Fabrik in Spanish Town zu finden.
In den Jahren 1960–62 wurden die Camden Arcadia Works in Büros umgewandelt. Das Gebäude wurde renoviert und von sämtlichen ägyptischen Verzierungen befreit, die inzwischen aus der Mode gekommen waren, um ihm ein schlichteres, modernistischeres Aussehen zu verleihen. Zu dieser Zeit wurde es in Greater London House umbenannt.
1996 wurde das Gebäude von Resolution GLH gekauft, die die Architekten Finch Forman beauftragte, das Gebäude wieder in seinem früheren Glanz erstrahlen zu lassen. Die Restauratoren konsultierten die Originalentwürfe und wollten 80–90 % der ursprünglichen Art-déco-Elemente wiederherstellen, einschließlich der Installation von Nachbildungen der berühmten Katzenstatuen. Die Restaurierungsarbeiten wurden mit einem Civic Trust Award ausgezeichnet.

## Architektur
Die Carreras-Zigarettenfabrik war mit weißem Zement verkleidet, der so gefärbt war, dass er wie Sand aussah. Die Vorderseite des Gebäudes war von einer Kolonnade aus zwölf großen papyrusförmigen Säulen gesäumt, die in leuchtenden Farben mit venezianischem Glasdekor bemalt waren. Vermutlich wurden die Säulen von solchen in Gräbern in Amarna inspiriert. Zum Haupteingang gelangte man über eine Treppe, deren Handläufe in Form von Schlangen gestaltet waren, die mit bronzenen Menschenhänden an der Wand befestigt waren. Der Eingang selbst wurde im Stil eines Zeltes gestaltet, ähnlich den kavettenförmigen Stürzen, die in der Architektur des Alten Reiches zu sehen sind. Über der Tür befand sich ein geschnitzter Horus von Behdet, ein Symbol der geflügelten Sonnenscheibe. Während des Zweiten Weltkriegs hatte man den Eindruck, dass dieses Symbol zu sehr den Adlerbildern des Dritten Reiches ähnelte, daher wurde es verdeckt. Es wurde während der Restaurierung in den 1990er Jahren nicht ersetzt. Vor den schwarzen Katzenstatuen standen Hathor-Lampen mit Kuhhörnern. Das wiederholte Logo der schwarzen Katze war auch auf der Vorderseite des Gebäudes zu sehen. Die Ziergeländer rund um das Gebäude waren mit ägyptischen Hieroglyphen verziert.
Das Gebäude war die erste Fabrik in Großbritannien, die unter Verwendung der Spannbetontechnologie errichtet wurde, und die erste, die über eine Klimaanlage und eine Staubabsauganlage verfügte.

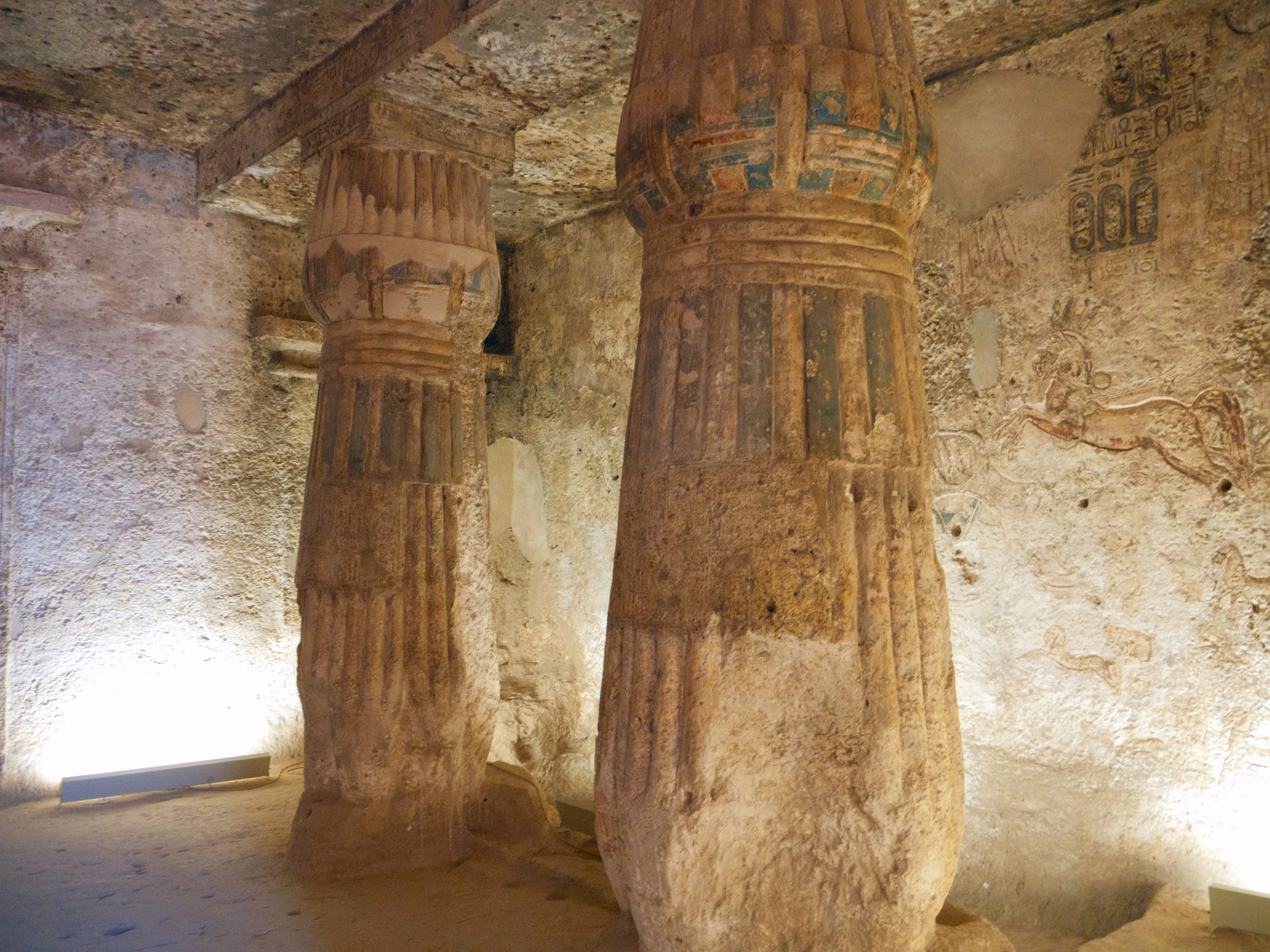
Säulen am Grab von Panehesy (um 1330 v. Chr.)
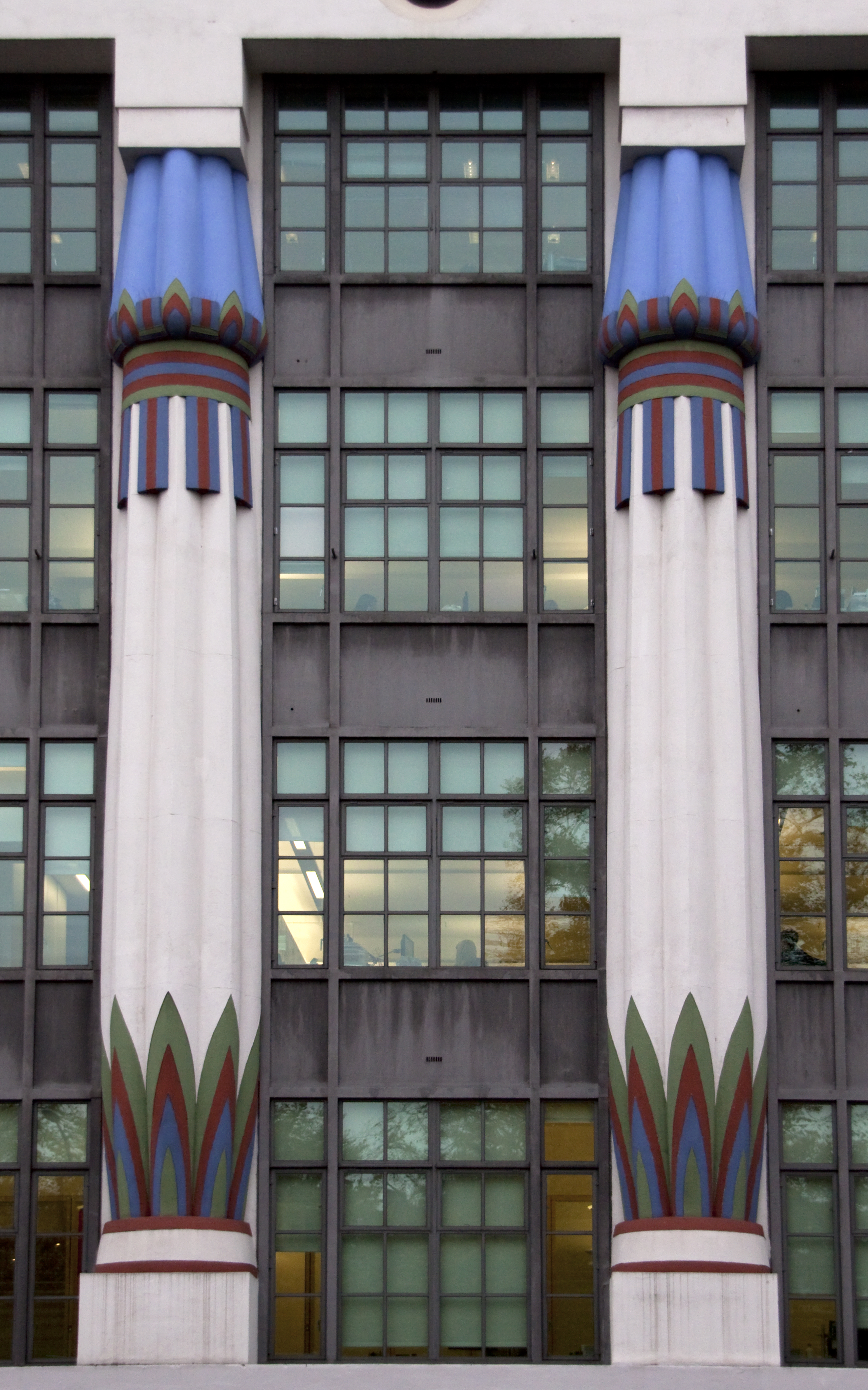
Säulen an der Carreras Cigarette Factory
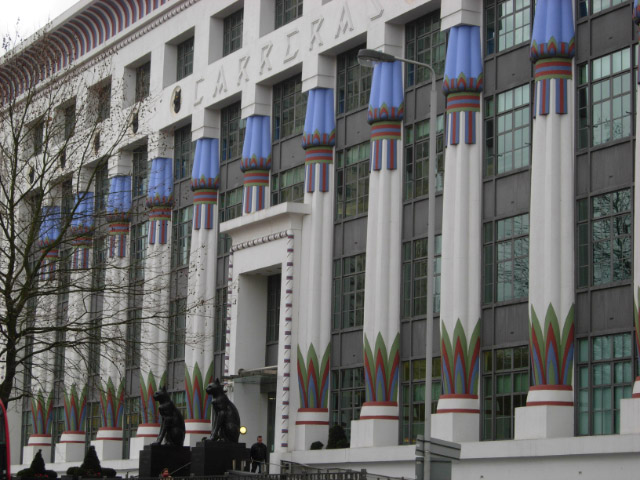
Die reich verzierte ägyptische Kolonnade (restauriert)
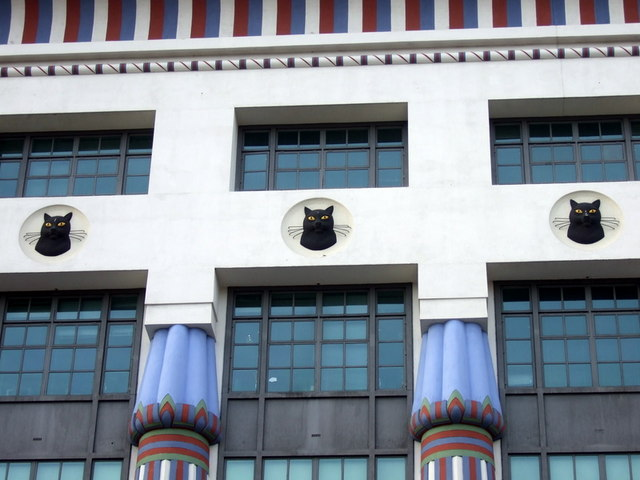
Die Katzenmotive an der Fassade
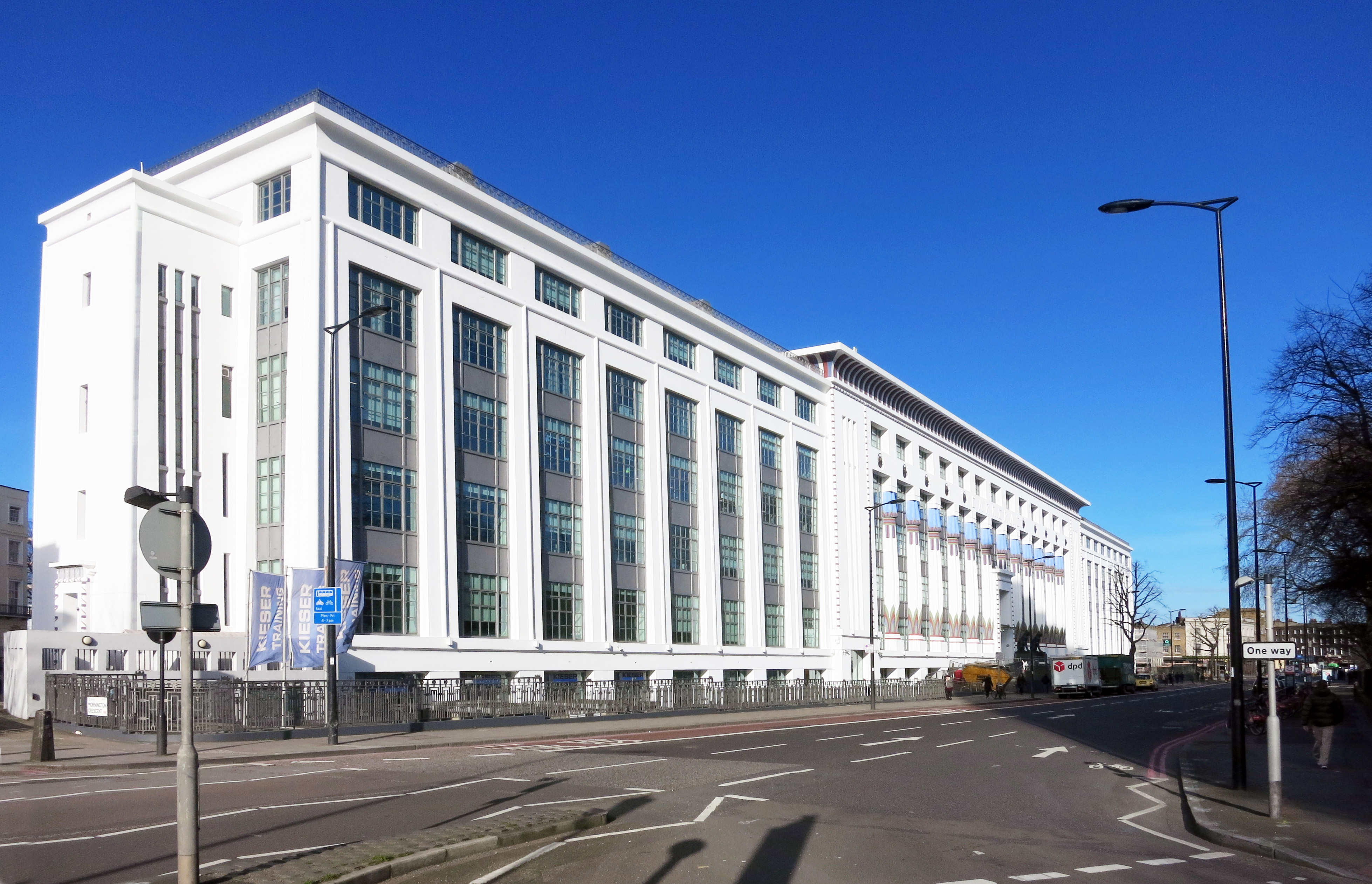
Die Länge beträgt 168 Meter
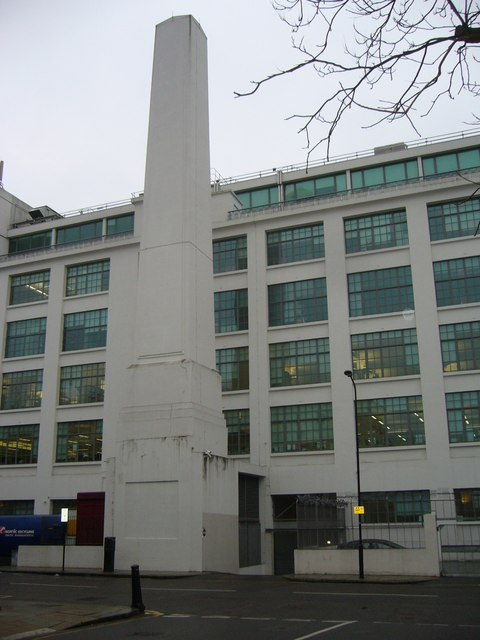
Schornstein ähnelt ägyptischen Obelisken

## Das Gebäude heute
Das Gebäude beherbergt heute Büros von ASOS, der British Heart Foundation (Britische Herz-Stiftung), Wunderman, WPP Group und Revlon. In der BBC-Comedy-Fernsehserie W1A fungierte es als Büro von „Fun Media“.